# Lycaena helle
Lycaena helle é uma espécie de borboleta. Está presente na Europa do norte e central. Possui asas com coloração roxa brilhante (predominante nos machos) e manchas escurecidas, além de laranja.